# رملینگن (نیدرزاکسن)
رملینگن (به آلمانی: Remlingen) یک منطقهٔ مسکونی در آلمان است که در Wolfenbüttel واقع شده‌است. رملینگن ۱٬۸۲۴ نفر جمعیت دارد.